# 금율로
금율로(Geumyul-ro)는 충청북도 음성군 금왕읍 내곡삼거리에서 이천시 설성면을 잇는 11.9km의 도로이다.

## 주요 경유지
충청북도
- 음성군 (금왕읍 . 삼성면)

경기도
- 이천시 (율면 . 설성면)

## 노선
| 이름       | 접속 노선                   | 소재지 | 소재지 | 비고                 |
| ---------- | --------------------------- | ------ | ------ | -------------------- |
| 내곡삼거리 | 지방도 제329호선 (금일로)   | 음성군 | 금왕읍 | 지방도 제513호선구간 |
| 능산1교    |                             | 음성군 | 금왕읍 | 지방도 제513호선구간 |
| 능산삼거리 | 대덕로                      | 음성군 | 삼성면 | 지방도 제513호선구간 |
| 능산2교    |                             | 음성군 | 삼성면 | 지방도 제513호선구간 |
| 호산사거리 | 일생로                      | 음성군 | 삼성면 | 지방도 제513호선구간 |
| (이름없음) | 주래본죽로                  | 이천시 | 율면   | 지방도 제333호선구간 |
| 오성삼거리 | 고당로                      | 이천시 | 율면   | 지방도 제333호선구간 |
| 고당사거리 | 신추로                      | 이천시 | 율면   | 지방도 제333호선구간 |
| 고당1교    |                             | 이천시 | 율면   | 지방도 제333호선구간 |
| 고당삼거리 | 고당로                      | 이천시 | 율면   | 지방도 제333호선구간 |
| 고당교     |                             | 이천시 | 율면   | 지방도 제333호선구간 |
| (이름없음) | 지방도 제333호선 (진상미로) | 이천시 | 설성면 | 지방도 제333호선구간 |